# Garcinia livingstonei

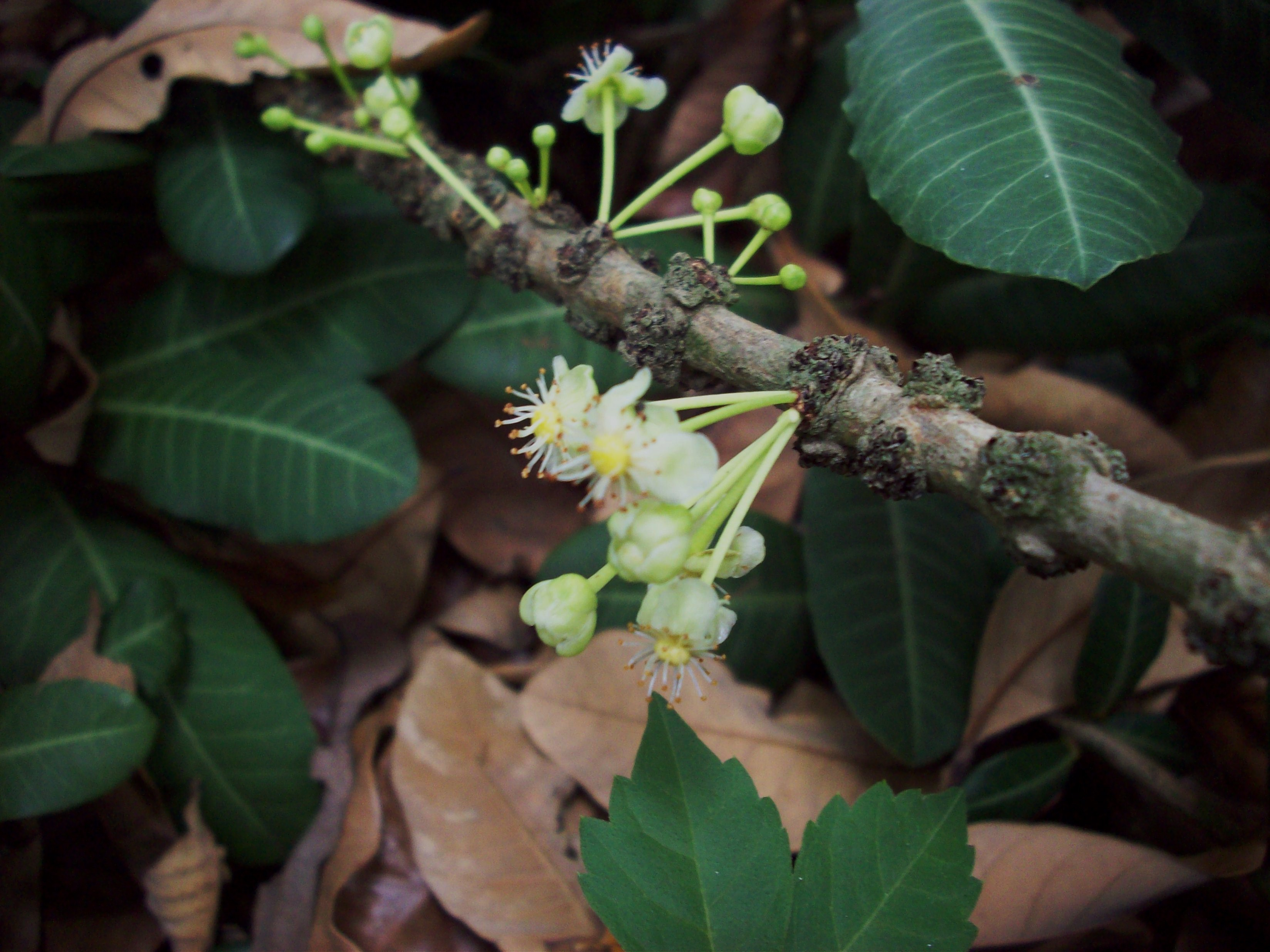
Männlicher Blütenstand

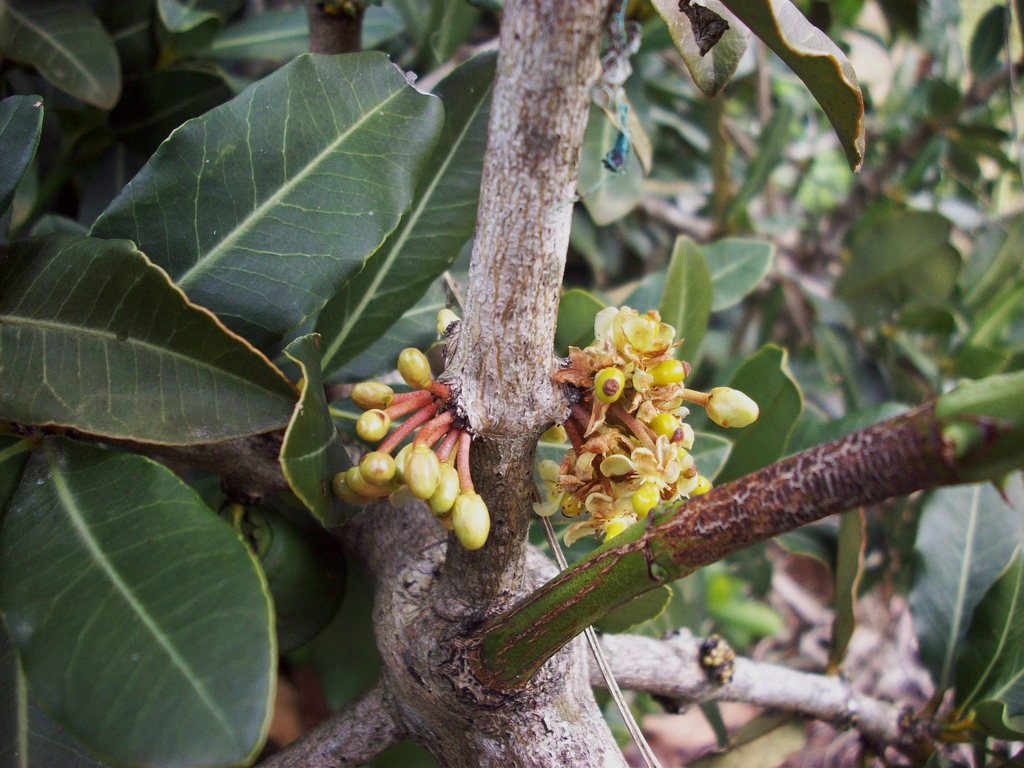
Zwittriger oder weiblicher Blütenstand

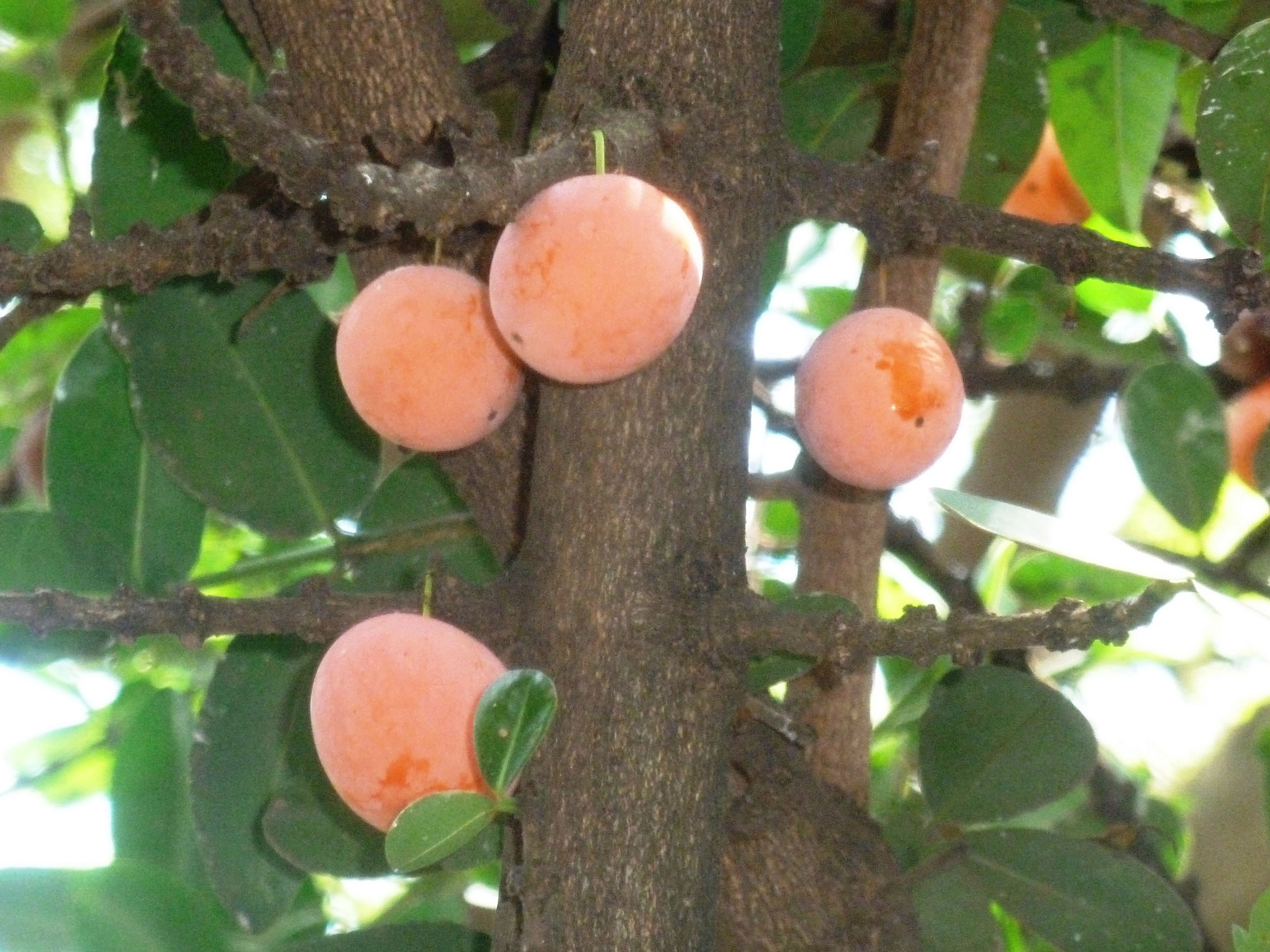
Früchte

Garcinia livingstonei ist ein Baum aus der Familie der Clusiaceae aus West-, Zentral- und Ostafrika.

## Beschreibung
Garcinia livingstonei wächst als immergrüner Strauch bis zu 3 Meter oder als Baum bis etwa 8–12 Meter hoch.
Die einfachen und festledrigen Laubblätter sind kurz gestielt, sie sind gegenständig oder wirtelig zu dritt bis viert angeordnet. Die ganzrandigen bis schwach gekerbten, abgerundeten bis rundspitzigen oder spitzen bis bespitzten, etwa 6–11 Zentimeter langen Blätter sind eiförmig bis verkehrt-eiförmig. Die Basis ist keilförmig bis abgerundet oder leicht herzförmig.
Garcinia livingstonei ist männlich oder zwittrig, also androdiözisch, mglw. auch weiblich. Die Blüten erscheinen in dichten, kleineren oder größeren, achselständigen Gruppen. Die gestielten, kleinen Blüten mit doppelter Blütenhülle sind grünlich-weiß bis -gelblich. Es sind 4 Kelchblätter und 3–7 (meist 5) Petalen ausgebildet. Die 4 Kelchblätter sind in zwei ungleichen Paaren ausgebildet. Die schmal verkehrt-eiförmigen bis rundlichen Petalen sind zurückgelegt. Die männlichen Blüten besitzen viele, relativ kurze, freie und abspreizende Staubblätter. Die zwittrigen einen oberständigen Fruchtknoten mit fleischiger, sitzender und großer Narbe sowie einige (15) freie und abspreizende Staubblätter, aber weniger als die männlichen. Es ist jeweils ein dicker, fleischiger Diskus vorhanden.
Es werden bis zu 2,5–4,5 Zentimeter große, rundliche bis eiförmige, orange und mehrsamige Früchte, Beeren mit „zarter“, weicher, glatter Schale gebildet. Die 1 bis 2 oder mehr (3), 1,6–2,3 Zentimeter großen Samen liegen in einem dünnen, duftenden, orangen und saftigen Fruchtfleisch.

## Verwendung
Die süß-sauren, aprikosen- oder pfirsichähnlichen Früchte mit angenehmem Geschmack sind essbar.